# 七月九日鎮 (聖胡安省)

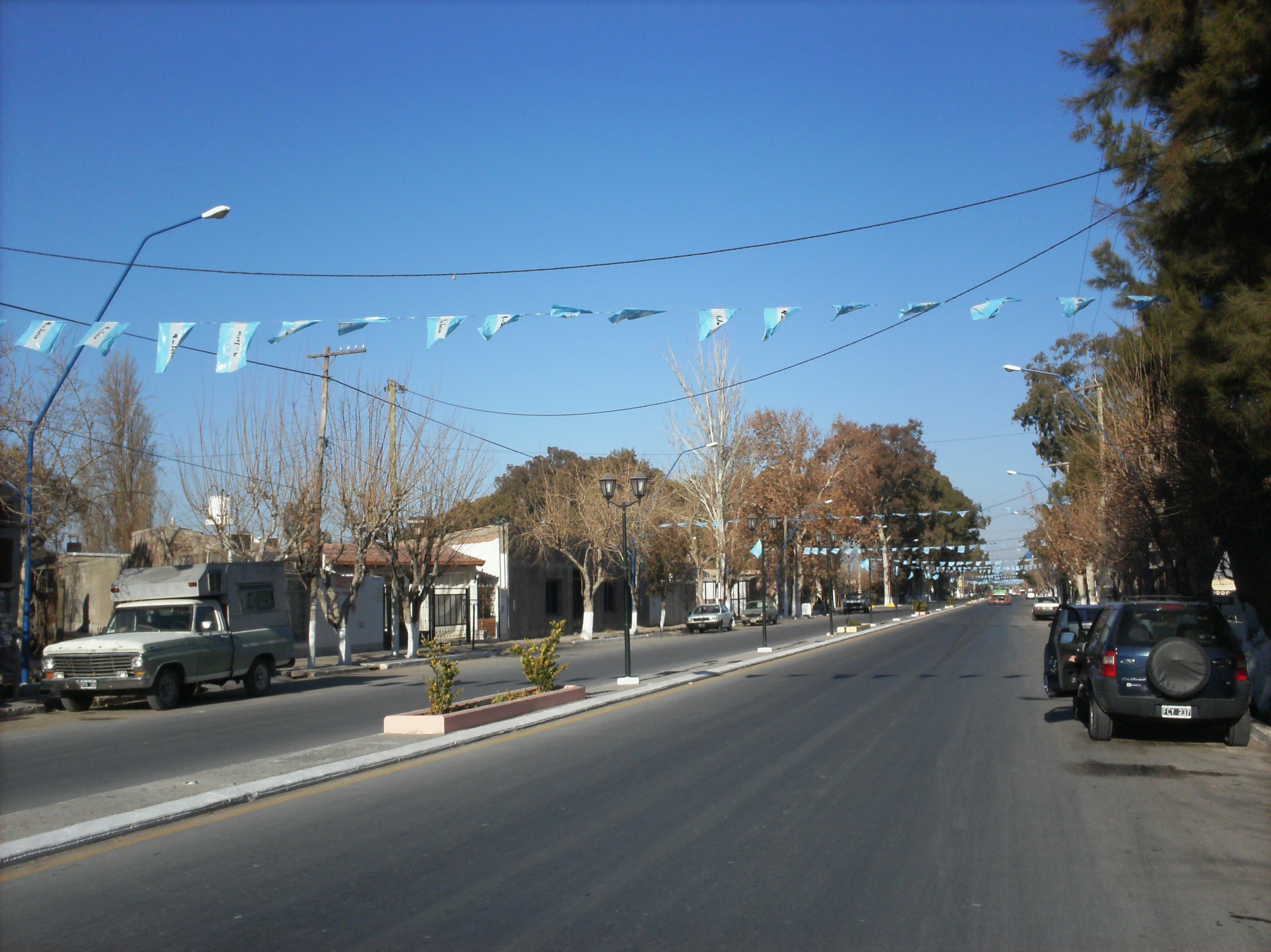
七月九日鎮

31°39′S 68°24′W / 31.650°S 68.400°W
七月九日鎮（西班牙語：Nueve de Julio），是阿根廷的城鎮，位於該國西部聖胡安省，是七月九日縣的首府，該地區的地震活動頻繁和低強度，海拔高度593米，2001年人口3,107。